# Má Educação
La mala educación (br/pt: Má Educação) é um filme espanhol de 2004, do gênero drama, dirigido por Pedro Almodóvar. Foi produzido por Pedro Almodóvar e Agustín Almodóvar, com direção de arte de Antxón Gómez, figurino de Paco Delgado e Jean-Paul Gaultier e edição de José Salcedo. A direção de fotografia é de José Luis Alcaine e a trilha sonora é de Alberto Iglesias.

## Sinopse
Dois meninos, Ignacio e Enrique, conhecem o amor, o cinema e o medo num colégio religioso no início dos anos 60. O padre Manolo, diretor do colégio e seu professor de literatura, é testemunha e parte dos descobrimentos. Os três personagens voltam a se encontrar outras vezes mais, ao final dos anos 70 e 80. O reencontro marcará a vida e a morte de algum deles.

## Elenco
- Fele Martínez .... Enrique Goded
- Gael García Bernal .... Ignacio Rodriguez (falso) / Zahara / Juan / Ángel
- Daniel Giménez Cacho .... padre Manolo (no filme)
- Lluís Homar .... sr. Berenguer (verdadeiro padre Manolo)
- Francisco Boira...Ignacio Rodriguez - adulto
- Javier Cámara .... Paca / Paquito
- Petra Martínez .... madre
- Juan Fernandez .... Martin
- Alberto Ferreiro .... Enrique Serrano
- Francisco Maestre .... padre José
- Leonor Watling .... Mônica
- Nacho Pérez .... Ignacio - jovem
- Raul Garcia Forneiro .... Enrique - jovem

## Recepção
No site agregador de críticas Rotten Tomatoes, 88% das 137 resenhas dos críticos são positivas. O consenso diz: “Um drama em camadas, maravilhosamente atuado e apaixonado".

## Principais prêmios e indicações
BAFTA 2005 (Reino Unido)
- Indicação na categoria de Melhor Filme Estrangeiro.[4]

Prêmio César 2005 (França)
- Indicação na categoria de Melhor Filme Europeu.

Independent Spirit Awards 2005 (EUA)
- Iindicação na categoria de Melhor Filme Estrangeiro.

Prêmio Goya 2005 (Espanha)
- Indicações nas categorias de Melhor Filme, Melhor Diretor, Melhor Direção de Arte e Melhor Desenho de Produção.

European Film Awards 2004
- Indicações nas categorias de Melhor Filme, Melhor Diretor, Melhor Roteiro, Melhor Fotografia, Melhor Trilha Sonora, Melhor Diretor - Júri Popular e Melhor Ator - Júri Popular (Fele Martinez).

Prêmio NYFCC 2004 (New York Film Critics Circle Awards, EUA)
- Venceu na categoria de melhor filme estrangeiro.